# Kanoïta
La kanoïta és un mineral de la classe dels inosilicats, del subgrup dels clinopiroxens. Va ser descoberta el 1977 a Kumaishi, Hokkaido, Japó. Va ser anomenada en honor del petròleg japonès Hiroshi Kano.

## Característiques
És un inosilicat de cadena simple (com tots els piroxens). Cristal·litza al sistema monoclínic. És dimorf amb la donpeacorita, és a dir que presenten la mateixa fórmula química però diferent sistema cristal·lí (la donpeacorita cristal·litza en el sistema ortoròmbic). A més dels elements presents a la seva fórmula, pot presentar impureses d'alumini, ferro, calci, sodi i potassi.

## Formació i jaciments
El jaciment tipus és a la mina Tatehira, Kumaishi, Hokkaido, Japó. Un jaciment de roques metamòrfiques on es trobava associat a cummingtonita. El mineral tipus es troba al Museu Nacional de Ciències del Japó a Tòquio. Al jaciment en què es va descobrir contactava amb roques metamòrfiques amb cummingtonita. Es pot trobar associada a altres minerals com l'spessartina, la cummingtonita manganèsica i la piroxmangita.